# Mesostenus turcator
Mesostenus turcator là một loài tò vò trong họ Ichneumonidae.